# (5053) Chladni
Pour les articles homonymes, voir Chladni.
(5053) Chladni est un astéroïde de la ceinture principale.

## Description
(5053) Chladni est un astéroïde de la ceinture principale. Il fut découvert le 22 mars 1985 à la station Anderson Mesa par Edward L. G. Bowell. Il présente une orbite caractérisée par un demi-grand axe de 2,40 UA, une excentricité de 0,17 et une inclinaison de 11,5° par rapport à l'écliptique.

## Compléments